# Pomník T. G. Masaryka (Hradec Králové)
Pomník T. G. Masaryka v Hradci Králové je pomník, který byl odhalen 28. října 1926 na tehdejším Husově náměstí, později pojmenovaném po Prezidentu Osvoboditeli. Současná socha je již třetí v pořadí, jež tu byla umístěna.

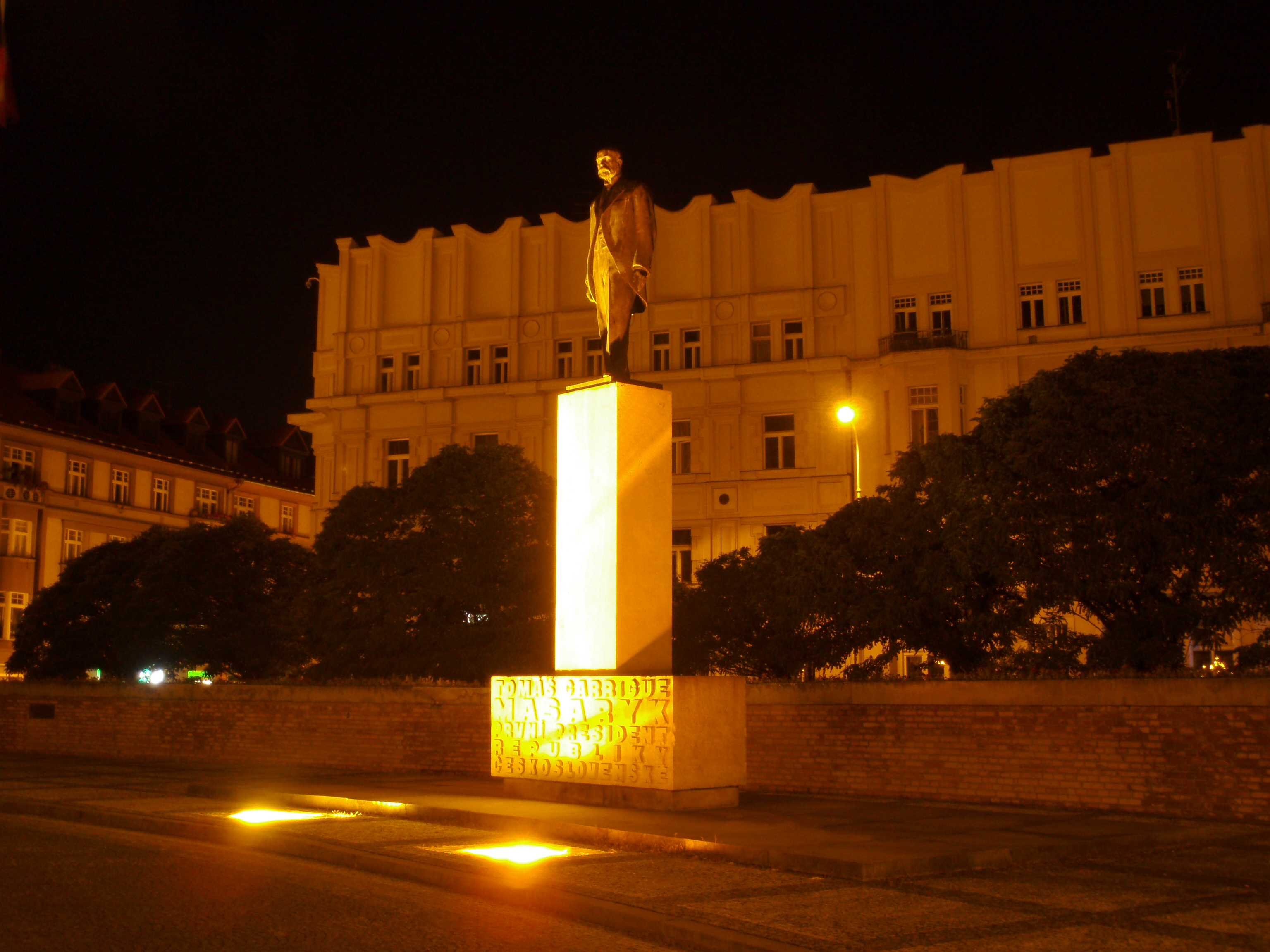
Pomník T. G. Masaryka v noci

## Popis pomníku
Jak vypadal původní pomník při svém odhalení, uvedl architekt František Tichý ve svém článku „Monumentální pomník presid. T. G. Masaryka“, který vyšel v 82. čísle Kraje královéhradeckého:
„Vhodně situovaný pomník sestává z podstavce pískovcového, desky a na ní umístěných dvou hranolů, vodorovného a svislého, v celkové výšce 4,65 m, na němž tyčí se v bronzu odlitá, 3,2 m vysoká plastika, postava presidenta. K podstavci připojen jest stupeň pískovcového plateau, 12 m délky a 4 m šířky, zasazený v mosaikové dlažbě s červenobílými pruhy, před nímž je níže položeno prostranství asfaltovou dlažbou opatřené a vroubené mosaikovou dlažbou s červenočernými a bílými pásy, k nimž přiléhají 2 velká pole trávníku, přerušena dvěma přístupy z chodníku a ostatní prostory asfaltovaného náměstí. Hlavní pohled na téměř 8 m vysoký pomník uzavírá as 120 cm vysoká segmentová zeď, 41 m dlouhá s pozadím 16 kulovitých jilmů, provedená z lisovaných cihel, která jest opatřena po celé délce bílou, 30 cm vys. v betonu a v umělém kameni provedenou schránkou na květiny. Spodní deska podstavce 3,10 m dl., 1,40 m šir. a 0,25 m vysoká, je složená ze 3 částí. Pod ní, do betonového základu byla uložena měděná schránka s pamětní listinou. Na spodní desce je položen vodorovný hranol, který ji přesahuje, neboť je 3,30 m dl., 1,25 m šir. a 1,25 m vysoký. Na čelné stěně tohoto hranolu, který váží 132 q, je vytesán nápis 2 ½ cm vystupující z plochy. Nápis, který zní „Tomáš Garrigue Masaryk, první president republiky československé“. Je proveden kameníkem Malcem. Na vodorovném hranolu stojí ve středu svislý hranol, 170 cm dl., 0,90 m šir. a 3,15 m vysoký, celkem 76 q těžký. Na něm zamontována jest v bronzu odlitá plastika, postava našeho presidenta. Věrný a plastický v každé podrobnosti, vážně a klidně dívá se na nás tento Gutfreundův Masaryk, který je vytvořen „bez gesta a bez pathosu, ale právě proto suverénně podmanivý a přísně pravdivý, člověk i mythus v jedné osobě“. (J. Kopta)“

## Historie

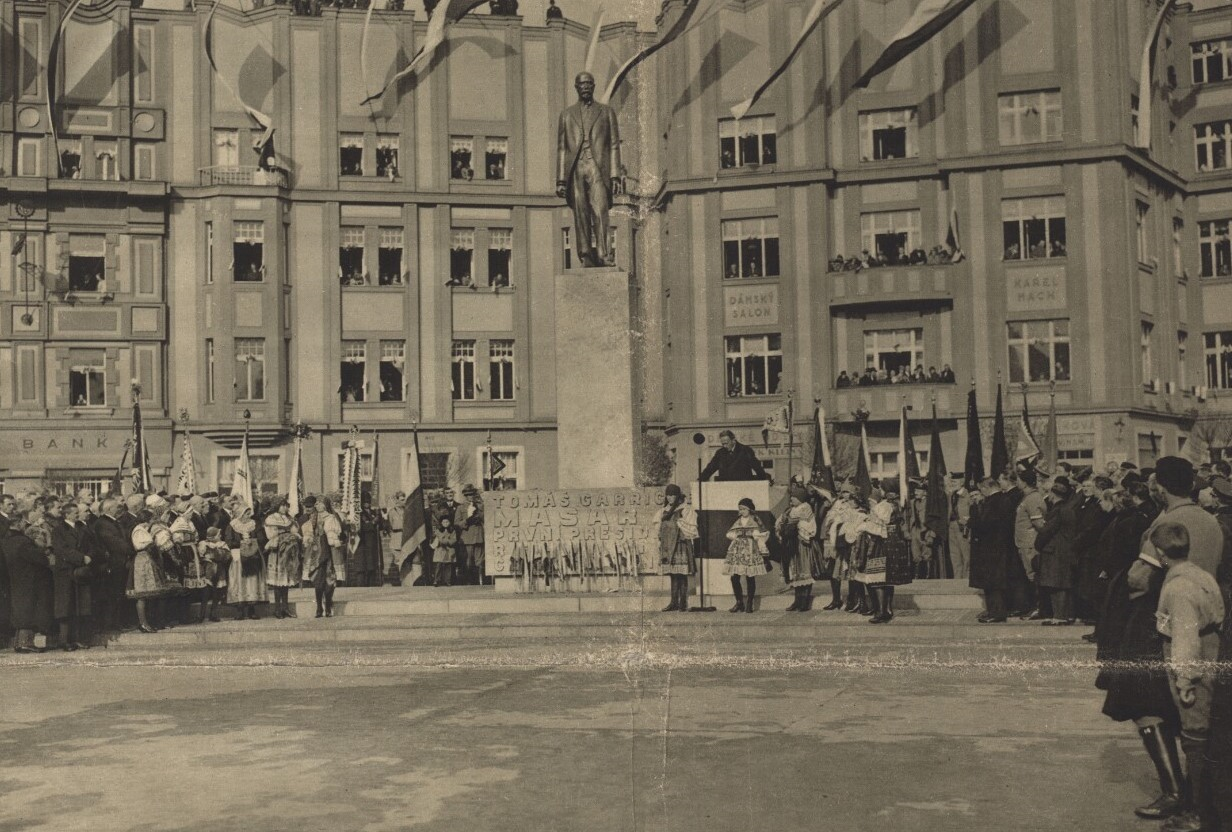
Odhalení pomníku TGM, Hradec Králové, 1926

Pomník prvního československého prezidenta Tomáše Garrigue Masaryka v Hradci Králové je dílem královédvorského rodáka Otto Gutfreunda. Nynější socha je již třetí instalovanou na tomto místě. Poprvé byl pomník odhalen ještě za prezidentova života, který byl z tohoto kroku rozpačitý.
Základní kámen byl slavnostně položen 8. března 1925. Po poklepech předsedy poslanecké sněmovny Františka Tomáška a starosty JUDr. Františka Ulricha byla vložena do železné tepané schránky pamětní pergamenová listina s tímto textem:
„Tento pomník postavilo město Hradec Králové r. 1925 prvnímu presidentu Československé republiky Tomáši G. Masarykovi na důkaz nejvyšší úcty, jakou duch člověka může Jemu vyjádřiti za osvobození lidu československého.
Avšak nad kov trvalejší budiž vůle nás i budoucích, uhájiti tento dar Svobody proti každému na věky věkův!
Městská rada v Hradci Králové.“

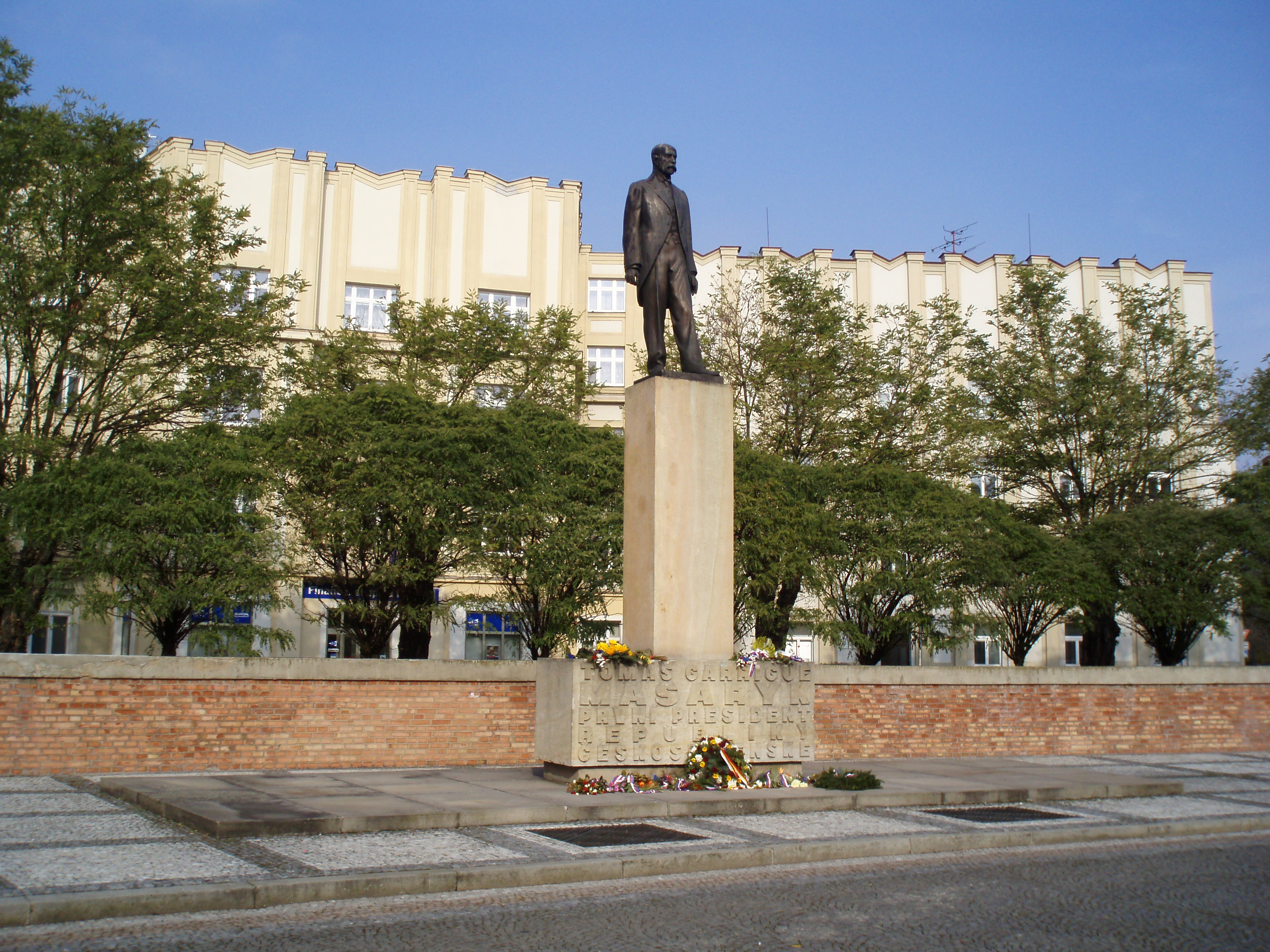
Pomník T. G. Masaryka

Po podpisech starosty a městské rady následuje poznámka: „Pomník: 1. vytvořil sochař Jan Štursa, prof. Akademie výtvarných umění v Praze. 2. architektonicky podstavcem i okolím upravil arch. Jos. Gočár, prof. Akademie výtvarných umění v Praze. 3. Odlil kovolijec Fr. Barták v Praze.“
Uzavřením skříňky do základního kamene byla slavnost ukončena. Smrt profesora Štursy 2. května 1925 zmařila provedení zamýšleného díla, z něhož zůstaly nedokončené a také jiným umělcem neproveditelné 2 plastické náčrty. Proto byl zhotovením pomníku pověřen Otto Gutfreund, který provedl prezidentovu portrétní studii v Lánech v prosinci 1925. 23. února následujícího roku bylo provedeno profesorem Jindřichem Matiegkou antropometrické měření a fotogrammetrické snímky prezidenta zhotovil profesor Jaroslav Pantoflíček. Koncem srpna, po posledních korekturách na sádrovém odlitku, byl model předán kovolitecké dílně K. Bartáka na Žižkově, která jej odlila do bronzu. Při rozebrání základního kamene byla nalezena značně poškozená schránka s pamětní listinou. Pamětní listina byla znovu opsána a i s dodatkem o novém tvůrci umístěna v měděné schránce do kamene do základu pomníku. Ten byl slavnostně odhalen 28. října 1926, i když celá slavnost začala již o den dříve.
Socha byla z podstavce odstraněna po německé okupaci 6. října 1940 a následně zničena. K obnovení pomníku došlo po osvobození 28. října 1947. Netrvalo však dlouho a znovu došlo k jeho odstranění, a to 3. března 1953. O obnově pomníku bylo uvažováno v roce 1968, ale invaze zemí Varšavské smlouvy tento plán zmařila. Nový pomník byl na Masarykově náměstí slavnostně odhalen až 27. října 1990 za přítomnosti prezidenta Václava Havla.